# Eenie Meenie
"Eenie Meenie" é um single gravado pelo cantor canadense Justin Bieber e pelo jamaicano/americano Sean Kingston para o terceiro álbum de estúdio de Sean, ainda sem título, e para a segunda parte do primeiro álbum de estúdio de Justin, My World 2.0. Foi lançada como single em 23 de março de 2010, mesmo dia em que My World 2.0 foi liberado.
O videoclipe de "Eenie Meenie" foi gravado por Sean Kingston  e Justin Bieber em 29 de março de 2010, com direção de Ray Kay e a participação de Jasmine Villegas, e foi liberado no mesmo dia do mês seguinte.

## Antecedentes e letra
Ao falar sobre como sua primeira colaboração com Bieber surgiu, Sean disse a MTV News:
| “ | Eu conheci Justin há cerca de dois anos, antes dele ser o fenômeno adolescente que é agora. Eu realmente não tenho a química que tem as outras celebridades. Só Deus faz isso acontecer. | ” |

A música estreou em 4 de março de 2010 no website de Ryan Seacrest, e foi lançada oficialmente em 23 de março do mesmo ano nos Estados Unidos. A canção tem influência dos gêneros como dance-pop, R&B, e reggae fusion. A música é escrita em B menor, com um alcance vocal do tom F♯4, até a nota A5. Ela tem cento e vinte batimentos por minuto e é definida em um tempo comum. A canção apresenta uma batida traseira sintetizante, seguido de versos que cantam ambos os cantores, em seguida, uma parte rap, em que se utiliza a rima infantil "Uni-duni-duni-te
Salame-min-guê". "Eenie Meenie" tem sido descrita com um mix de Justin, parecido com  "Fire Burning", e com algumas músicas de Chris Brown.

## Crítica profissional
Kyle Anderson da MTV disse que "Eenie Meenie" se tornou uma das melhoras faixas com o dance-pop de Sean e a voz doce de Bieber. Bill Lamb do About.com disse:
| “ | Ambos interpretam a letra da canção sem fazer o mínimo esforço. A canção foi um dos primeiros lançamentos da primavera, para apontar uma direção de um som mais do verão. | ” |

Um revisor do DJ Booth disse: "A letra está jóia, é claro. E o refrão, que traz ao caminho da sua cabeça a resposta se você gosta ou não." Apesar de ter dito que a música era cativante, Chris Richards do The Washington Post disse que Sean tomou muito o microfone na canção. Rudy Klapper do Sputnikmusic escreveu sobre a letra, o álbum, e disse que estes são perturbadores, mas também ao mesmo tempo são hilários. Ele também falou sobre a produção:
| “ | Não há muito a dizer sobre o tipo de produtor que consegue usar um tema do ensino fundamental em uma música, mas essa também não é uma má ideia. | ” |

Luke O'Neil do The Boston Globe observou que o som é reembalado por Kingston, que nunca cantou tão literalmente.

## Vídeo musical
O vídeo musical foi filmado em 30 de março de 2010, em Beverly Hills, na Califórnia, e foi dirigido por Ray Kay. Sean Kingston disse a MTV News: "Eu escolhi a menina principal, basicamente, porque Justin tem 16 anos de idade e eu tenho 20, por isso tinha que ser uma garota que se encaixasse em ambos nós, porque no vídeo, ela estará tentando ficar com nós dois. Então ela tinha que se encaixar perfeitamente." Além disso, Kingston explicou o enredo do vídeo comentando: "O vídeo é basicamente sobre esta garota que está tentando ficar com nós dois ao mesmo tempo e no final... Vamos pegá-la e a deixar com cara de estúpida. Um dos melhores amigos e ex-cunhado de Justin, Christian Beadles, faz uma pequena aparição no vídeo, bem como o rapper Lil' Romeo e a cantora e atriz Jasmine Villegas. Jocelyn Vena da MTV News revisou o vídeo:
| “ | Aqui está o senhor play-boy. Enquanto Kingston está com a garota no deck, Bieber está dentro. Ela deixa Bieber e vai falar com Sean, depois ela já está com Justin novamente, aí começa o "eenie-meenie-miny-moe lover" e ela é pega, eles não são legais com ela a mandando embora, e eles se tornam amigos apesar de ambos já terem saido com a mesma garota interpretada por a modelo e atriz Nathalie Gironas,de 21 anos. | ” |

## Desempenho nas paradas musicais
Nos Estados Unidos, a canção entrou na Billboard Hot 100 em número trinta em 7 de abril de 2010, onde foi a maior estréia da semana. Na semana seguinte, ela caiu três posições, e ficou lá por mais uma semana. Na Billboard de maio de 2010, o single atingiu a sua maior posição no número quinze, e foi certificado platina pela Recording Industry Association of America. Em fevereiro de 2011, o single já tinha sido vendido um milhão e duzentos e trinta e oito mil vezes. Na Austrália, estreou no número quarenta e nove no ARIA Charts em 4 de abril de 2010, na próxima semana, "Eenie Meenie" atingiu o número trinta, mas caiu na semana seguinte. Ele re-entrou no número quarenta e cinco em 25 de abril de 2010, e atingiu seu pico no número onze em 30 de maio de 2010, onde permaneceu por três semanas. Mais tarde, foi certificado como ouro pela  Australian Recording Industry Association. A canção apareceu no UK Singles Chart na posição de número cinquenta e oito. Na semana seguinte, subiu para o número dezessete e atingiu o pico no número nove nas semanas seguintes.
Na Irlanda, estreou no número quarenta e um no Irish Singles Chart em 15 de abril de 2010, e subiu para o número doze em 17 de maio de 2010. No Canadian Hot 100, "Eenie Meenie" estreou na posição de número quatorze, tornando-se sua maior estreia da semana. Mas na próxima semana, o single caiu para o número trinta e um. Foi certificado ouro pelo Music Canada. Na Nova Zelândia, estreou no número vinte e nove em março de 2010, em sua oitava semana, a canção chegou ao número cinco. Foi certificado ouro pelo Recording Industry Association of New Zealand.

## Créditos de produção
- Compositores -Kisean Anderson, Justin Bieber, Benny Blanco, Carlos Battey, Steven Battey, Marcos Palacios, Ernest Clark
- Produção -  Benny Blanco
- Bateria - Benny Blanco
- Vocal de apoio - Carlos Battey, Steven Battey
- Engenharia acústica - Benny Blanco, Sam Holland
- Gravação e reprodução sonora - Greg Ogan, Steve Siravo
- Mixer - Serban Ghenea, John Hanes, Tim Roberts
- Edição - Matt Beckley, Jimmy James
- Gravado no estúdio King of Kings Studio, Miami, Florida

## Lista de faixas
| European Digital Download Single |                |         |  |
| N.º                              | Título         | Duração |  |
| 1.                               | "Eenie Meenie" | 3:22    |  |

| US Digital Download Single |                |         |  |
| N.º                        | Título         | Duração |  |
| 1.                         | "Eenie Meenie" | 3:22    |  |

## Paradas musicais
| País/Parada (2010)                 | Melhor posição |
| ---------------------------------- | -------------- |
| Austrália - ARIA Chats             | 11             |
| Austrália - ARIA Urban Single      | 4              |
| Áustria - Ö3 Austria Top 75        | 64             |
| Bélgica - Ultratop 50              | 47             |
| Bélgica - Ultratip                 | 4              |
| Canadá - Canadian Hot 100          | 14             |
| República Checa - IFPI             | 52             |
| Holanda - Mega Single Top 100      | 95             |
| Europa - European Hot 100 Singles  | 36             |
| Irlanda - Irish Singles Chart      | 12             |
| Alemanha - Media Control Charts    | 60             |
| Nova Zelândia - RIANZ              | 5              |
| Roménia - Romania Top 100          | 69             |
| Eslováquia - IFPI                  | 79             |
| Suécia - Sverigetopplistan         | 52             |
| Suíça - Media Control Charts       | 74             |
| Reino Unido - UK Singles Chart     | 9              |
| Estados Unidos - Billboard Hot 100 | 15             |
| Estados Unidos - Pop Songs         | 19             |

| País/Parada (2010)                   | Melhor posição |
| ------------------------------------ | -------------- |
| Austrália - Australian Singles Chart | 74             |
| Canadá - Canadian Hot 100            | 76             |
| Estados Unidos - Billboard Hot 100   | 89             |

| País (2010)    | Associação   | Certificação |
| -------------- | ------------ | ------------ |
| Austrália      | ARIA         | Ouro         |
| Canadá         | Music Canada | Ouro         |
| Nova Zelândia  | RIANZ        | Ouro         |
| Estados Unidos | RIAA         | Platina      |

## Histórico de lançamento
| País           | Data                | Gravadora    | Formato          |
| -------------- | ------------------- | ------------ | ---------------- |
| Estados Unidos | 15 de Março de 2010 | Epic Records | Airplay          |
| Estados Unidos | 23 de Março de 2010 | Epic Records | CD single        |
| França         | 28 de Março de 2010 | Epic Records | Download digital |
| Alemanha       | 28 de Março de 2010 | Epic Records | Download digital |
| Reino Unido    | 28 de Março de 2010 | Epic Records | Download digital |
| Estados Unidos | 28 de Março de 2010 | Epic Records | Download digital |
| Canadá         | 29 de Junho de 2010 | Epic Records | Download digital |
| Japão          | 29 de Junho de 2010 | Epic Records | Download digital |